# Philoponella gibberosa
Philoponella gibberosa là một loài nhện trong họ Uloboridae.
Loài này thuộc chi Philoponella. Philoponella gibberosa được Wladislaus Kulczynski miêu tả năm 1908.